# Europese Merkenrichtlijn
De Europese Merkenrichtlijn, ook wel de Merkenrichtlijn, heet officieel Richtlijn (EU) 2015/2436 betreffende de aanpassing van het merkenrecht der lidstaten.
De Merkenrichtlijn is deel van de wetgeving binnen de Europese Unie. De richtlijn dient ertoe het merkenrecht, een rechtsgebied binnen het intellectuele eigendomsrecht, binnen de EU ter harmoniseren. De richtlijn maakt, samen met de Uniemerkenverordening, deel uit van de 'Trademark Package', een verzameling van Europese wetgeving die het merkenrecht in de EU hebben vernieuwd. De Trademark Package is op 23 maart 2016 door de Europese Commissie voorgesteld en op 14 januari 2019 in werking getreden.
Binnen de Europese Unie zijn er de 'nationale' systemen van merkenrecht per lidstaat (met de uitzondering dat Nederland, België en Luxemburg samen één Benelux systeem hebben) en is er het Uniemerken-systeem voor de EU als geheel. De Uniemerkenverordening regelt het merkenrecht omtrent de Uniemerken. De nationale merkensystemen worden geregeld door nationale wetgeving en die wetgeving moet voldoen aan de geharmoniseerde eisen van de Merkenrichtlijn.
De richtlijn regelt allerlei zaken, zoals welke soorten tekens een merk kunnen zijn (artikel 3) en op basis van welke gronden merken kunnen worden geweigerd of nietig kunnen worden verklaard (artikelen 4 en 5). De nationale merkensystemen implementeren die bepalingen in hun wetgeving over het nationale merkensysteem. Zoals benoemd hebben Nederland, België en Luxemburg niet elk een nationaal systeem maar samen één Benelux merkensysteem, geregeld in het Benelux-Verdrag inzake de Intellectuele Eigendom (BVIE). Een voorbeeld van de harmonisatie is de bepaling over verwording tot soortnaam. De bepaling over verwording tot soortnaam in het BVIE, artikel 2.27 lid 1 sub a, is rechtstreeks overgenomen van artikel 20a uit de Merkenrichtlijn.